# Drzonowo (gromada)
Drzonowo – dawna gromada, czyli najmniejsza jednostka podziału terytorialnego Polskiej Rzeczypospolitej Ludowej w latach 1954–1972.
Gromady, z gromadzkimi radami narodowymi (GRN) jako organami władzy najniższego stopnia na wsi, funkcjonowały od reformy reorganizującej administrację wiejską przeprowadzonej jesienią 1954 do momentu ich zniesienia z dniem 1 stycznia 1973, tym samym wypierając organizację gminną w latach 1954–1972.
Gromadę Drzonowo z siedzibą GRN w Drzonowie utworzono – jako jedną z 8759 gromad na obszarze Polski – w powiecie człuchowskim w woj. koszalińskim na mocy uchwały nr 43/54 WRN w Koszalinie z dnia 5 października 1954. W skład jednostki weszły obszary dotychczasowych gromad Drzonowo, Biała, Dyminek i Bielica ze zniesionej gminy Brzezie w tymże powiecie. Dla gromady ustalono 10 członków gromadzkiej rady narodowej.
1 stycznia 1958 gromadę włączono do powiatu szczecineckiego w tymże województwie, gdzie włączono do niej wieś Dołgie z gromady Gwda Wielka oraz wieś Stepień ze zniesionej gromady Kazimierz w tymże powiecie.
31 grudnia 1971 gromadę Drzonowo zniesiono, a jej obszar włączono do gromady Szczecinek w tymże powiecie.